# Zwitsers orgelmuseum
Het Zwitsers orgelmuseum (Frans: Musée Suisse de l'Orgue; Duits: Schweizerischen Orgelmuseum) is een museum in Roche in het Zwitserse kanton Vaud.
In het museum bevindt zich een reconstructie van het oude orgel op waterdruk van Ktesibios van Alexandrië (285 v.Chr. - 228 v.Chr.). Ook staan er eeuwenoude Emmentaler huisorgels, het Tschanunorgel van Radio Lausanne met drie klavieren en een orgel dat gemaakt is uit chocolade. Daarnaast staan er nog andere instrumenten in het museum, zoals enkele harmoniums.
Naast de tentoonstelling van orgels, wordt muziek uitgevoerd en een demonstratie en workshop gegeven in de bouw van orgelpijpen. Door middel van een opengewerkt orgel wordt het mechaniek van binnen getoond.
Het museum is gevestigd in een historisch pand uit de 12e eeuw, op een afstand van tien kilometer zuidelijk van Montreux. Het werd in 1968 in Essertes opgericht door Jean-Jaques Gramm, in een tijd dat veel oude instrumenten werden weggegooid. Toen de collectie groter werd, ging hij in 1983 op het aanbod in om het museum te verplaatsen naar het historische gebouw in Roche.